# Linsengericht (Bibel)

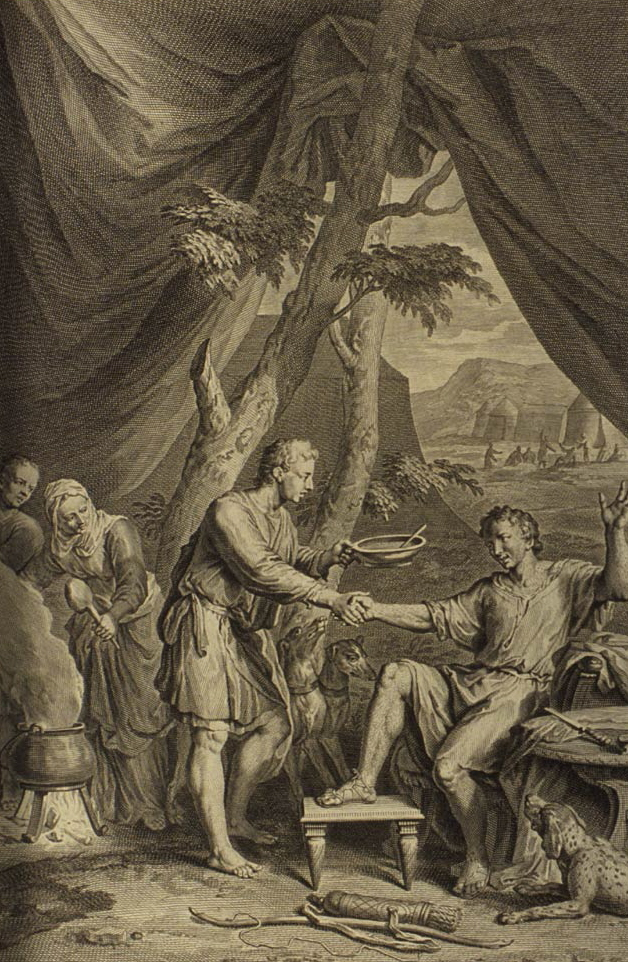
Esau verkauft sein Erstgeburtsrecht für ein Linsengericht, wie in 1. Mose 25,32-33: "

Linsengericht bezeichnet im übertragenen Sinne eine momentan verlockende, in Wahrheit aber geringwertige Gabe im Tausch für ein sehr viel höherwertiges Gut. Hintergrund dieser Bedeutung ist die  biblische Erzählung (Gen 25,29–34 ), der zufolge Jakob, der jüngere Sohn Isaaks, seinem älteren Zwillingsbruder Esau dessen Erstgeburtsrecht gegen einen Teller Linsen abkaufte, als Esau erschöpft von der Jagd heimkehrte. Die Mahlzeit wird im Textabschnitt zunächst nur als „so etwas Rotes“ (hebräisch הָאָדֹם ha-ādom) bezeichnet, der Ausdruck „Linsengericht“ (hebräisch נְזיִד עֲדָשׁיִם nəzīd ʕădāšīm) kommt erst im letzten Vers wörtlich vor (Gen 25,34 ). Aufgrund der roten Farbe des Gerichtes wird Esau in der betreffenden Bibelstelle als Urvater der Edomiter (hebräisch אֱדוֹם ědōm) bezeichnet.

## Rezeption
In Albert Lortzings Singspiel Der Waffenschmied (1846) wird dies humoristisch aufgegriffen:
Die Dummheit bietet selten Zinsen, 
sonst leistete ja Esau nicht 
für einen Teller dicker Linsen 
auf seine Erstgeburt Verzicht.
Der 1928 erschienene Roman Das Linsengericht des Schweizer Schriftstellers Rudolf Jakob Humm nimmt das Motiv auf.